# Colonización de la Luna

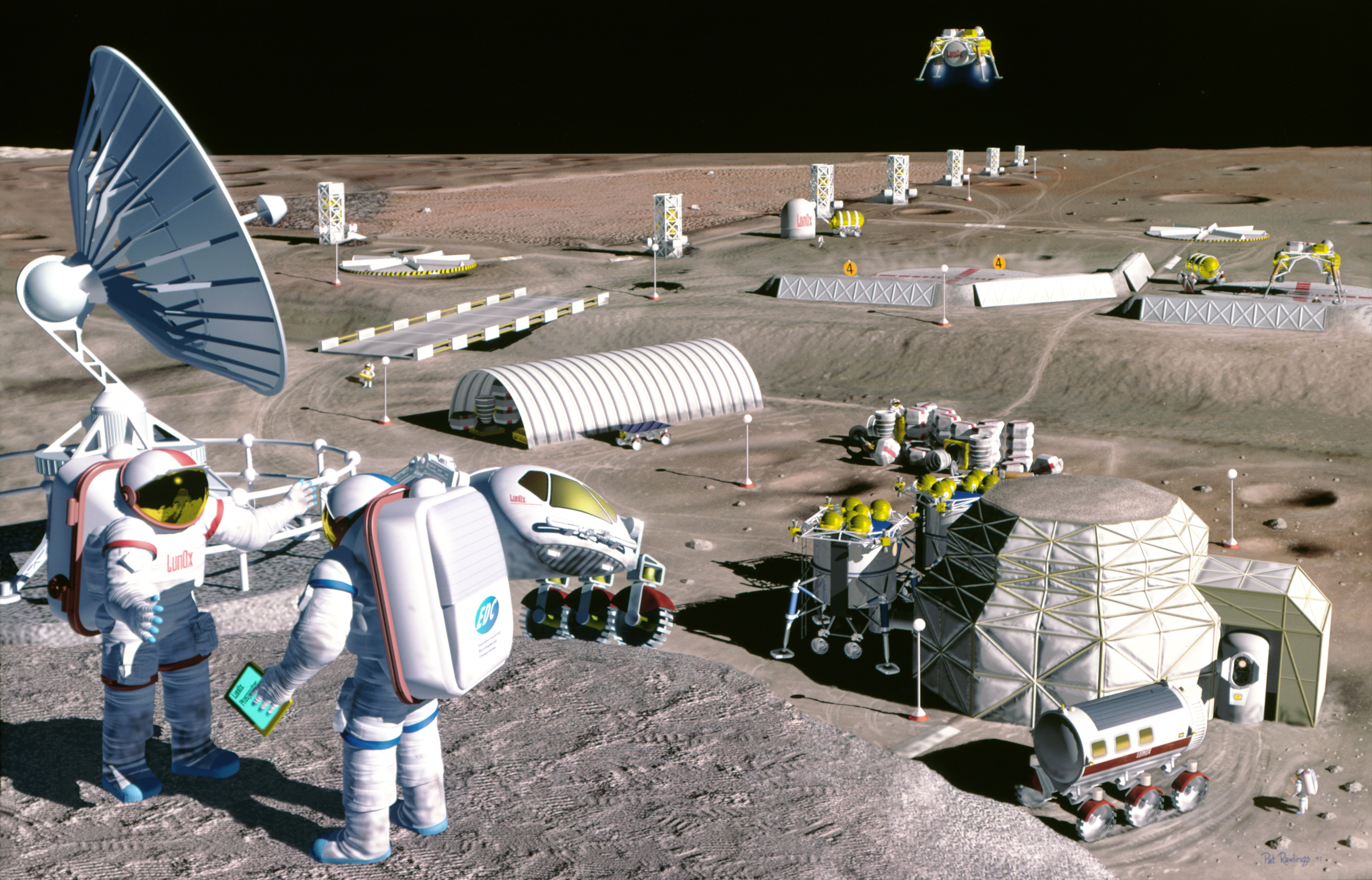
Representación de una posible colonia lunar.

La colonización de la Luna es una propuesta para el establecimiento permanente de comunidades de seres humanos en la Luna. El asentamiento permanente sobre un cuerpo planetario distinto a la Tierra ha sido uno de los temas centrales de la ciencia ficción, pero con el avance de la tecnología, la idea de la colonización del espacio es un objetivo factible y provechoso que se está convirtiendo en algo realista. Coincidiendo con el inicio del siglo XXI, todas las grandes potencias han iniciado programas para ir a la Luna en torno a la década de 2020, con aspiraciones hacia Marte una década después.
Debido a su cercanía a la Tierra, algunos defensores de la exploración espacial están convencidos de que la colonización lunar es el siguiente paso lógico en la expansión del ser humano, pues las dificultades tecnológicas y económicas de abastecer una base lunar desde la Tierra son relativamente sencillas en comparación con una base marciana.

## Historia
La idea de ubicar una colonia en la Luna es anterior a la era espacial: en el libro De la Tierra a la Luna, escrito en 1865 por el francés Julio Verne, se relata una aventura similar a la que acaecerá en la realidad un siglo más tarde. En el terreno científico, y todavía en el siglo XIX, el físico ruso Konstantín Tsiolkovski fue uno de los primeros en sugerir una colonia lunar, con un espíritu que resumió en la frase:
```

```

La Tierra es la cuna de la humanidad, pero no podemos vivir para siempre en una cuna.
Konstantín Tsiolkovski

La colonización se inició con los primeros satélites orbitales de exploración lunar: el primer objeto hecho por el ser humano que consiguió tocar la superficie de nuestro satélite fue la sonda soviética Luna 2, en octubre de 1959. La primera sonda estadounidense, la Ranger 7, tardaría 5 años más. Pero de un modo más estricto, se podría considerar como inicio de la colonización el 20 de julio de 1969; fecha del primer alunizaje de un ser humano, efectuado por el astronauta norteamericano Neil Armstrong a bordo del Apolo 11. Sin embargo, desde la cancelación del programa Apolo en 1972, ningún humano se ha aventurado nuevamente fuera de la órbita terrestre.
A pesar del "abandono" temporal de la Carrera espacial tras el fin de la Guerra Fría, desde finales del siglo XX han surgido diversos proyectos, enfocados hacia costes más bajos y asumibles para los presupuestos aeroespaciales. La mentalidad ha migrado desde el plan "Mars Direct" de los años 1990, al "Moon First" (Primero la luna). La NASA ha anunciado que el establecimiento de una colonia permanente en la luna será su objetivo prioritario, y para conseguirlo se ha planteado un proyecto internacional que involucrará a unos 15 países. Uno de los primeros proyectos que se han puesto en marcha el programa Constelación, que incluye del desarrollo de la nave Orión y de los cohetes de lanzamiento Ares I, Ares IV y Ares V. Potencias como Rusia, China, Europa, Japón o la India han mostrado su interés por el proyecto lunar, y las agencias espaciales estadounidense, europea y japonesa están reclutando nuevos astronautas. Mientras tanto, multitud de misiones de exploración están ya en marcha o en proceso de desarrollo, como la Chang'e 1 china, la SELENE japonesa, la Chandrayaan-1 india, las LCROSS y GRAIL estadounidenses, o la MoonLITE británica.
A nivel privado también han surgido iniciativas para fomentar el desarrollo de tecnologías que permitan colonizar nuestro satélite. Entre ellas destaca el Google Lunar X Prize, vigente desde 2007, que premiará con 20 millones de dólares al primer equipo que logre enviar a la Luna un rover capaz de desplazarse 500 m y transmitir después vídeo e imágenes a la Tierra.

### Objeciones a la base lunar
El programa espacial es extraordinariamente caro. Algunos analistas opinan que el programa Apolo que llevó al hombre a la Luna fue una "anomalía" histórica debida a una alineación puntual de las fuerzas políticas, que hicieron de la Luna el destino, y que cuando éste fue alcanzado, esas fuerzas empezaron a divergir.
A pesar de que el discurso oficial de la NASA apunta al programa lunar, algunos científicos consideran que la Luna no es ya un objetivo prioritario de la Agencia, y existe consenso en que la bonanza económica es un prerrequisito para el éxito de un programa tan ambicioso. El hecho de que Michael Griffin, uno de los adalides del programa lunar, haya abandonado su cargo como administrador de la NASA, ha sido interpretado como un síntoma de que quizás las fechas anunciadas por las distintas administraciones sean más una declaración de intenciones que un calendario realista.
Pero las objeciones no son solo económicas: En una reunión de 2008, el Comité Nacional de Investigación (NRC) estadounidense advirtió que los peligrosos niveles de radiación espacial podrían descartar una misión a Marte, así como misiones a largo plazo a la Luna, e instó a dar la máxima prioridad al estudio de las consecuencias biológicas de la radiación. También hay dudas sobre la capacidad de los nuevos cohetes Ares I y Ares V para enviar la nave Orión a la Luna, lo que podría ocasionar la cancelación del programa de las lanzaderas.
Otros científicos opinan que en el actual estado de la tecnología, la presencia humana en la Luna o en otros planetas es innecesaria y precipitada, argumentando que de las cinco razones principales para ir al espacio (descubrimientos científicos, aplicaciones comerciales, seguridad nacional, prestigio geopolítico y supervivencia de la especie) solo la última requiere indispensablemente humanos.
Por último, y tras la salida del presidente Bush, principal impulsor del proyecto lunar, a inicios de 2009, es posible que la política gire nuevamente hacia la opción marciana, en detrimento de la base lunar.

## Ventajas y desventajas de la Luna
A diferencia de lo que sucedería con una colonia ubicada en el espacio exterior, el asentamiento sobre un cuerpo natural como la Luna proporcionará una abundante fuente de materiales para la construcción así como para otros usos, como la protección frente a la radiación cósmica y solar. Pero hay más emplazamientos posibles para una colonia, tales como Marte o algún asteroide cercano. Respecto a estos posibles emplazamientos, la Luna ofrece tanto ventajas como desventajas:

### Ventajas
Las ventajas de la opción lunar derivan de su cercanía a la Tierra. Descontando algunos asteroides que pasan ocasionalmente más cerca, la Luna es el cuerpo más cercano a la Tierra, orbitando a una distancia media de 384.400 kilómetros. Esta es una distancia constante y, en términos astronómicos, reducida. Esta proximidad presenta varias ventajas:
- La energía requerida para enviar objetos desde la Tierra es inferior a la necesaria para otros cuerpos celestes.

- La duración del recorrido es corta: los astronautas del Apolo hicieron el viaje en tres días, y puesto que se usarán cohetes químicos similares, al menos durante las próximas décadas se tardará un tiempo parecido en hacer el viaje. La corta duración del recorrido también permitirá acciones de emergencia para alcanzar rápidamente la colonia, o una evacuación y regreso a la Tierra relativamente rápidas en caso de urgencia. Esta es una consideración importante a la hora de establecer una primera colonia.

- El retraso en las comunicaciones de ida y vuelta entre la Tierra y la Luna es de menos de tres segundos, permitiendo una comunicación casi a tiempo real y la videoconferencia. El retraso para otros cuerpos del sistema solar es de minutos u horas; por ejemplo, el tiempo que tarda una señal en su viaje de ida y vuelta entre la Tierra y Marte varía de ocho a cuarenta minutos. Esto de nuevo será particularmente valioso en una primera colonia, donde pueden ocurrir problemas que requieran la ayuda desde la Tierra. (Véase, por ejemplo, el caso del Apolo 13).

- Sobre la cara visible de la Luna, la Tierra aparece grande y es siempre visible, 60 veces más brillante que la Luna vista desde la Tierra. Por el contrario, en ubicaciones más distantes, la Tierra sería vista simplemente como un punto más, como se ven los demás planetas desde la Tierra. Por consiguiente, una colonia lunar se percibirá menos remota a la Tierra.

### Desventajas

La cara oculta de la Luna, vista desde satélite. Los problemas de comunicación con La Tierra desde un hipotético asentamiento en esta cara podrían solucionarse con satélites de comunicación.

La ausencia de atmósfera en la Luna constituye su mayor desventaja, pero no es la única:
- La larga noche lunar, de casi 15 días terrestres, impedirá el abastecimiento a partir de energía solar, y requerirá una colonia diseñada para soportar temperaturas extremas. Los periodos de oscuridad también dificultarán las cosechas de alimentos. Una excepción a esta restricción son los  picos de luz eterna localizados en el polo norte lunar, que siempre están bañados por la luz del sol. El borde del Cráter Shackleton, hacia el polo sur lunar, también tiene una iluminación casi permanente.

- Sigue existiendo incertidumbre sobre si la baja gravedad sobre la Luna (de un sexto de la terrestre)  es suficiente para prevenir efectos perjudiciales para la salud humana a largo plazo. Se ha demostrado que la exposición a la ingravidez durante períodos de un mes deteriora ciertos sistemas fisiológicos, ocasionando pérdidas de masa ósea y muscular, y la depresión del sistema inmunológico. Se desconoce si efectos similares podrían ocurrir en un ambiente de baja gravedad, pues prácticamente toda la investigación sobre salud se ha limitado a condiciones de gravedad nula. La práctica de una rutina agresiva de ejercicio diario ha probado ser al menos parcialmente eficaz en la prevención de los efectos deletéreos de la baja gravedad.

- La ausencia de una atmósfera aislante origina temperaturas extremas y crea unas condiciones superficiales similares al vacío espacial. La Luna también carece de magnetosfera,[28] por lo que su superficie queda expuesta a casi la mitad de la radiación sufrida en el espacio interplanetario (la otra mitad es bloqueada por la propia luna bajo la colonia). Aunque los materiales lunares pueden servir de escudo contra la radiación mientras se permanezca en la colonia, será mucho más problemático protegerse durante expediciones al exterior.[1] Ningún humano ha pasado más de 7 días fuera de la protección de la magnetosfera terrestre,[1] y un informe de 2008 del Consejo Nacional de Investigación estadounidense advierte del peligro de la radiación, con riesgo de cáncer y envejecimiento prematuro de los tejidos.[29] Una de las estrategias en desarrollo para evitar este problema es la creación de pequeñas magnetosferas artificiales, tanto en las naves[30] como en la propia base lunar.[2]

- También la inexistencia de atmósfera aumenta las posibilidades de impacto de meteoritos sobre la colonia. Incluso pequeños guijarros y polvo tienen potencial para dañar o destruir estructuras insuficientemente protegidas. Esto deberá ser tomado en cuenta a la hora de plantear explotaciones mineras o demoliciones, pues las partículas generadas pueden viajar grandes distancias sin que fricción alguna pueda aminorar su velocidad inicial.[15] La ausencia de atmósfera también dificultará la refrigeración de la maquinaria, pues el vacío es el mejor aislante térmico.

- La superficie de la luna está compuesta en gran medida por un polvo vidrioso y sumamente abrasivo denominado regolito. Este material se adhiere a todo, pudiendo dañar los equipos y ser perjudicial para la salud. Una colonia en la Luna necesitará desarrollar una tecnología "resistente al regolito".[22]

- La Superficie de la Luna está compuesta por mares de basalto,[31] y contiene metales y oxígeno, pero poco carbono. Aunque hay indicios de existencia de hidrógeno, para cultivar habría que enriquecer el suelo con elementos ligeros como carbono, nitrógeno y fósforo.[32] Además el oxígeno, a pesar de estar presente en el regolito, se encuentra asociado a otros elementos dentro de minerales. Extraerlo requeriría una infraestructura industrial bastante compleja que precisaría mucha energía. Algunos o todos estos elementos ligeros son necesarios para generar aire respirable, agua, alimento, o combustible para los cohetes, todo lo cual tendría que ser importado desde la Tierra hasta que otras alternativas fuesen desarrolladas. Esto limitará el crecimiento de la colonia y la mantendrá dependiente de la Tierra. Para evitar este problema se estudia la posibilidad de utilizar bacterias capaces de romper la roca lunar por medios bioquímicos, una alternativa mucho más económica que los métodos industriales tradicionales.[33] También se ha sugerido reducir el desabastecimiento de estos elementos construyendo la última etapa de las naves de suministro con materiales tales como fibra de carbono u otros plásticos, para luego reciclarlos en elementos útiles para la vida, si bien no se conocen estudios para poner en marcha esta solución, cuyo desarrollo acarrearía nuevos problemas tecnológicos.

- La escasez de agua es también uno de los principales argumentos esgrimidos contra la elección de la Luna en lugar de Marte. Aunque la presencia de agua en la luna ya ha sido demostrada, su concentración es muy baja; menor incluso que la existente en los desiertos más áridos de la Tierra.[34] Este problema no afecta a Marte, que dispone de agua relativamente abundante y fácil de extraer.[34]

## Localizaciones
Un puesto avanzado lunar debería cumplir estos tres criterios:
- Buenas condiciones para operaciones de transporte.
- Un gran número de objetos naturales, y rasgos de interés científico.
- Recursos naturales, como oxígeno, ya que la abundancia de ciertos minerales varía drásticamente sobre la superficie lunar.

Las ubicaciones potenciales para una colonia lunar se dividen en tres amplias categorías:

### Regiones polares
Las regiones más estudiadas para establecer una colonia son los polos.
Hay dos motivos por los que los polos lunares son atractivos como ubicaciones para una colonia humana: en primer lugar, hay indicios que el agua puede estar presente en áreas permanentemente protegidas del sol. En segundo lugar, porque el eje de rotación de la Luna es casi perfectamente perpendicular al plano de la eclíptica. Ello hace posible la existencia de picos de luz eterna bañados ininterrumpidamente por el sol, que permitan el abastecimiento energético de colonias exclusivamente con la energía solar. Las estaciones de colección de energía pueden disponerse de modo que en todo momento al menos una reciba la luz del sol. Algunos lugares tienen luz del sol casi continua, como la montaña Malapert, localizada cerca del cráter Shackleton, en el polo sur lunar. Este emplazamiento está siendo muy estudiado, pues ofrece varias ventajas:
- Está expuesto al sol la mayor parte del tiempo; los paneles solares recibirían energía de manera casi continua.

- Su proximidad al Cráter Shackleton (116 kilómetros) podría proporcionar comunicaciones al cráter. Este cráter es potencialmente valioso para la observación astronómica. Un instrumento infrarrojo se beneficiaría de las bajas temperaturas, y un radiotelescopio de la protección frente a las interferencias de radioespectro de la Tierra.

- El cercano Shoemaker y otros cráteres están en sombra profunda constante, y podrían contener concentraciones de hidrógeno y otros elementos volátiles.[14]

- Sus cerca de 5.000 metros de altura ofrecen una línea de comunicación directa sobre un área extensa, así como con la Tierra.

En el Polo Norte lunar, se ha propuesto como alternativa el borde del cráter Peary. El examen de imágenes de la misión Clementine parece mostrar que partes del borde de cráter están permanentemente iluminadas por la luz del sol (con la excepción de los eclipses lunares). Por lo que esperan que las temperaturas permanezcan muy estables en esta ubicación, con un promedio de -50 °C. Esto es comparable con las condiciones de invierno en el polo, en Siberia, o en algunas partes de la Antártida, donde la NASA ha realizado pruebas para el diseño del asentamiento lunar. El interior del cráter Peary también podría albergar depósitos de hidrógeno, si bien este extremo está sin confirmar.

### Regiones ecuatoriales
Las regiones lunares ecuatoriales probablemente tienen las concentraciones más altas de helio-3 debido a que en esta latitud el viento solar tiene un mayor ángulo de incidencia. El Helio 3 es un elemento raro sobre la Tierra, pero muy buscado en la investigación de la fusión nuclear. La zona ecuatorial también es ventajosa a la hora de realizar lanzamientos en órbita, si bien esta ventaja es leve debido al escaso impulso generado por la lenta rotación del satélite.
Varias sondas han alunizado en el área del Oceanus Procellarum. Hay muchas áreas y rasgos que podrían ser objeto de estudio a largo plazo, como la anomalía de Reiner Gamma y el cráter oscuro Grimaldi.

### Cara oculta
La cara oculta carece de comunicación directa con la Tierra, aunque un satélite de telecomunicaciones en el punto de Lagrange L2, o una red de satélites orbitales, podría permitir la comunicación entre el lado oculto de la Luna y la Tierra. El lado oculto es también una buena ubicación para un radiotelescopio por estar bien protegido de las interferencias de la Tierra.
Hasta el momento, no se ha realizado exploración del lado oculto, aunque se estima que las concentraciones más altas de helio 3 se encontrarán en la cara oculta, ya que cuando el satélite orbita más cerca de la Tierra, el campo magnético de esta protege parcialmente su superficie del viento solar, pero la cara oculta está totalmente expuesta, recibiendo una mayor cantidad de corriente iónica.

## El hábitat
Las especulaciones sobre una colonia lunar han estimulado la imaginación y la inventiva de numerosos ingenieros, científicos, y escritores de ciencia ficción. Existen infinidad de propuestas, aunque muchas de ellas (en parte debido a su elevado presupuesto, o al carácter especulativo y poco factible de los diseños), no tienen relación con las grandes compañías aeronáuticas y aeroespaciales, como la NASA o la ESA. Estos diseños proponen estaciones compuestas por diversos habitáculos, aislados o intercomunicados, albergando distintas funciones: laboratorios, habitáculos para el personal, invernaderos, granjas, zonas de trabajo, etc.
El notable autor de ciencia ficción Arthur C. Clarke propuso en 1954 una base lunar de módulos inflables protegidos por una capa de regolito de polvo lunar. Una nave espacial, montada en la órbita baja de la Tierra, sería lanzada hacia la Luna, y los astronautas establecerían módulos parecidos a un iglú. Pasos subsiguientes incluirían el establecimiento de una cúpula permanente más grande, un purificador de aire a base de algas, un reactor nuclear para la provisión de energía, y cañones electromagnéticos para lanzar carga y combustible a navíos interplanetarios en espacio.
En 1959, el doctor en física John S. Rinehart, sugirió que el diseño más seguro sería una estructura flotante en un océano inmóvil de polvo. Algunas teorías afirman que podrían existir océanos de polvo de más de un kilómetro de profundidad sobre la Luna. El diseño propuesto consistió en medio cilindro con medias cúpulas en los extremos, con un escudo contra micrometeoritos colocado encima de la base.
El proyecto Horizonte también data de 1959: proponía un plan del ejército estadounidense para establecer una fortaleza sobre la Luna hacia 1967. H. H. Koelle, un ingeniero alemán de cohetes de la Agencia de Misiles Balísticos del ejército (ABMA) conducía el estudio. El primer aterrizaje sería realizado por dos "astronautas-soldado" en 1965, seguidos por más trabajadores de la construcción.
Los diseños se han ido perfilando notablemente a lo largo de los últimos años, a medida la tecnología y el conocimiento sobre la Luna ha ido creciendo. Los hábitats propuestos se extienden desde la simple nave espacial con sus depósitos de combustible usados para conformar el hábitat, hasta los módulos inflables de varias formas.

### Características

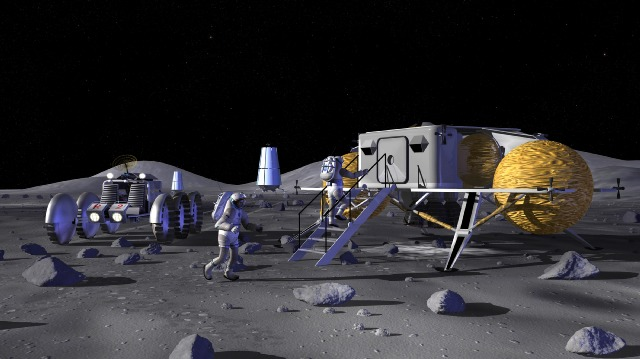
Concepción artística de una posible base lunar. (NASA).

Una base lunar debe tener en cuenta estas características:
- La gravedad es un sexto de la terrestre.
- La necesaria presión de aire, debida a la ausencia de atmósfera.
- La necesidad de escudos, tanto para radiación (solar y cósmica) como para micrometeoritos.
- Los efectos del vacío sobre los materiales de construcción.
- La contaminación originada por el polvo lunar.
- Los elevados gradientes de temperatura.

Además de estos condicionantes, la construcción deberá ser económicamente viable, lo que hace conveniente, si no imprescindible, utilizar materiales autóctonos. El regolito fundido puede comportarse como el basalto, creando estructuras diez veces más resistentes que el hormigón habitual. No obstante, parece muy poco probable que, al menos en unas primeras fases, sea factible la utilización de "hormigones lunares".
Existe consenso en que las etapas iniciales de creación de hábitats lunares casi con toda certeza serán llevadas a cabo por misiones robóticas: se construirá la infraestructura y los sistemas de soporte vital, con visitas humanas durante cortos períodos. Hasta la fecha, todavía no se ha decidido la estructura de la base, no obstante, los hábitats iniciales serán probablemente temporales, y por motivos económicos deberían ser de poco peso (quizás hinchables). Se estima que el coste de transporte de cada kilo de material a la Luna será prohibitivo, rondando entre los 50.000 y 100.000 dólares, por lo que una vez establecida la primera colonia, cuestiones económicas obligarán a plantear el uso de materiales autóctonos para su posterior crecimiento.

### Tipologías

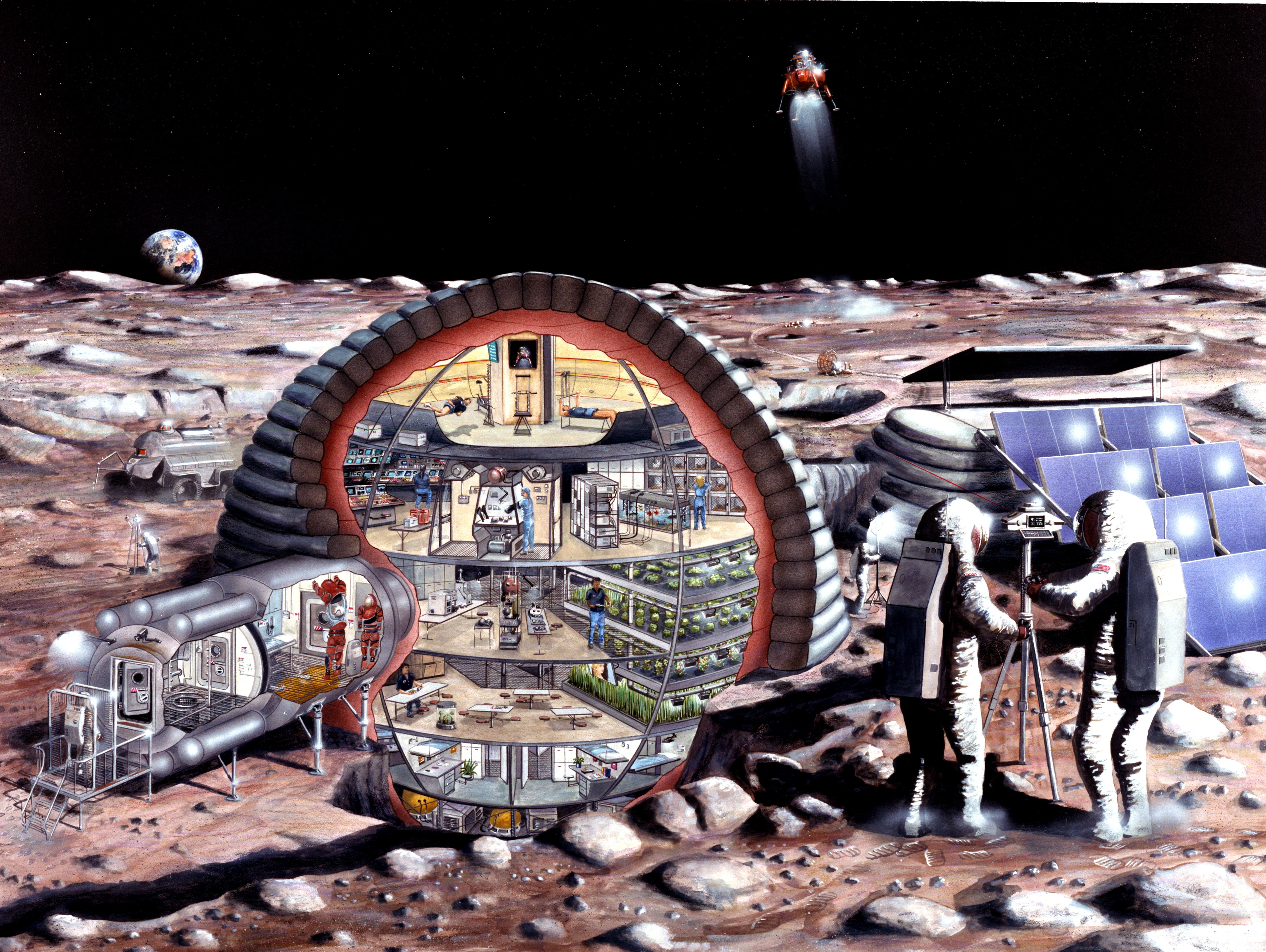
Un módulo lunar inflable. Concepción artística.

Todavía no se ha decidido la forma que adoptará la primera base lunar, pero las principales alternativas se pueden agrupar en tres estrategias:

#### Colonias enterradas
Una colonia subterránea proporcionaría protección contra la radiación y los micrometeoritos. Se calcula que será necesaria una capa de al menos 2,5 metros de grosor para proteger a los colonos de la radiación. Estas no son las únicas ventajas de la opción subterránea: la temperatura media sobre la luna es de aproximadamente -5 °C. El período de día, de dos semanas de duración, tiene una temperatura media de aproximadamente 107 °C, pudiendo ascender hasta los 123 °C. Las dos semanas del período de noche, en cambio, presentan una temperatura media de aproximadamente -153 °C. Bajo tierra, ambos períodos estarían alrededor de 24 °C; una temperatura similar a la terrestre.
Como inconveniente, la construcción de una base enterrada probablemente sería más compleja, debido a la necesidad de excavar. Las primeras máquinas excavadoras estarían dirigidas por control remoto desde la Tierra. Una vez creada la depresión, sería necesaria algún tipo de estructura para evitar el derrumbe; posiblemente una sustancia parecida al hormigón, hecha de materiales autóctonos. También se podría aplicar un material aislante más poroso igualmente fabricado "in situ". Como alternativa a la excavación, se podrían buscar posibles tubos formados por extintas coladas de lava subterráneas.

#### Hábitats en superficie

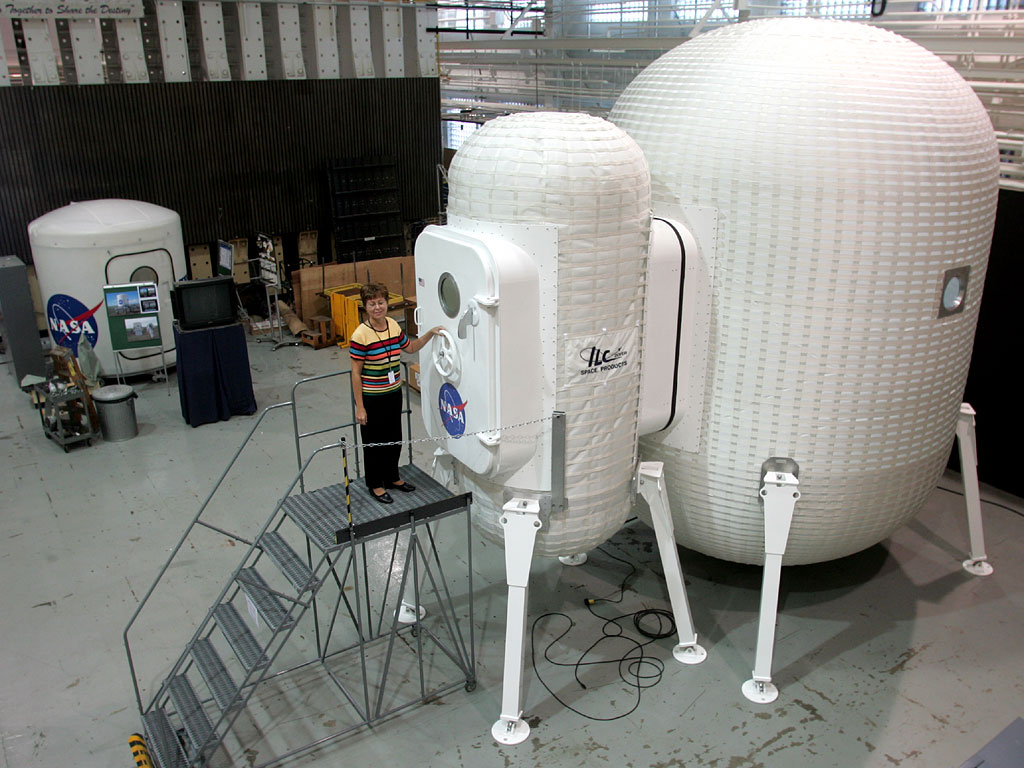
Módulo inflable desarrollado por la NASA.

Probablemente la solución más fácil sea construir la base lunar sobre la superficie: una de las opciones más populares son los hábitats inflables de tela. Pesan poco, y su formato hinchable parece ideal para albergar el aire necesario dentro del complejo, dada la ausencia de atmósfera en la Luna. El problema fundamental es su endeblez frente a impactos fortuitos. Para minimizar este riesgo, algunos diseños plantean habitáculos cerrados en forma de almohadas, que se podrían apilar, enterrar, o cubrir con regolito. También se ha sugerido que la base sea protegida por otros medios, como campos magnéticos artificiales para proporcionar protección frente la radiación.
Otro tipo de estructuras superficiales son los diseños modulares, que se podrían montar en una órbita baja de la Tierra y luego desplazar al satélite, o ser erigidos directamente en la propia Luna. Estos diseños tienen la ventaja de utilizar tecnología existente y ya probada.
Por último, también se han propuesto bases móviles, que permitirían paliar algunos de los problemas de una base estática (como la ausencia temporal de luz), pero que dificultarían otras (como las actividades agrícolas)

#### Construcción autóctona
La alternativa a importar el hábitat desde la tierra es construir directamente con materiales lunares. Para ello habría que desarrollar un hormigón lunar. El problema principal es la escasez o incluso ausencia del agua necesaria para fabricar dicho material, por lo que se están buscando tipos de hormigón con mayor contenido en azufre, muy abundante en la Luna, que precisen menor cantidad de agua, o incluso ninguna en absoluto, como el hormigón lunar ideado en la universidad de Alabama. Este tipo de hormigón utiliza azufre líquido en lugar de agua como conglomerante. Soporta presiones de 17 atmósferas y endurece en solo una hora, aunque para fabricarlo habría que extraer el azufre del suelo lunar y posteriormente calentarlo a temperaturas superiores a 130 °C. Otro hormigón lunar ha sido propuesto por Peter Chen, del Centro de vuelo espacial Goddard de la NASA. El material se obtiene mezclando polvo lunar con resina epoxi y nanotubos de carbono, y se podría utilizar puntualmente para estructuras con elevadas necesidades de resistencia, permitiendo ahorrar un 90% del transporte con respecto a un material importado íntegramente desde la Tierra.
Para impermeabilizar el interior de los habitáculos y evitar la pérdida de aire, el hormigón debe ser impermeable al gas, o bien se podrían usar láminas geotextil.
Dentro de los diseños construidos con material autóctono, uno de los más prometedores es el tipo "hangar", una tipología muy apropiada para una estructura a base de hormigón, pues toda la estructura estaría sometida a esfuerzos de similar intensidad, pudiendo así optimizar el empleo de material. Hay que tener en cuenta que las tensiones principales de la estructura no serán debidas al peso (la gravedad es comparativamente muy baja), sino a la presión de la atmósfera interior frente al vacío exterior. Un diseño de hangar fue propuesto por F. Ruess, J. Schänzlin y H. Benaroya en 2006.

### Tamaño
Si la ocupación de la base va a ser prolongada o permanente, tendrá que ser mínimamente confortable. Los "Estándares de Integración de Sistemas Humanos" (STD3000) de la NASA estiman que para estancias mayores a 4 meses, el volumen del hábitat no debe ser inferior a 20 m³ por persona; 35 veces mayor que el disponible en las misiones lunares de los años 60. No obstante, el volumen recomendado eleva la cifra a 120 m³, lo que equivale al volumen total de la Estación Espacial Internacional.
Las estancias prolongadas en espacios reducidos pueden tener un importante impacto psicológico en los colonos: estos y otros efectos se están tratando de comprender en diversos estudios, como el Biosfera 2, y también son objeto de conferencias multidisciplinares como la Humans in Outer Space–Interdisciplinary Odysseys (Humanos en el espacio exterior–Odiseas interdisciplinarias), celebrada en 2006.

### Urbanismo
Será necesario pensar en las posibles ampliaciones de crecimiento: para facilitar este proceso, los módulos deben ser capaces de adosarse unos a otros. Se contemplan 5 patrones de crecimiento: Lineal, Patio, Radial, Ramificado y Cúmulo.

## Energía

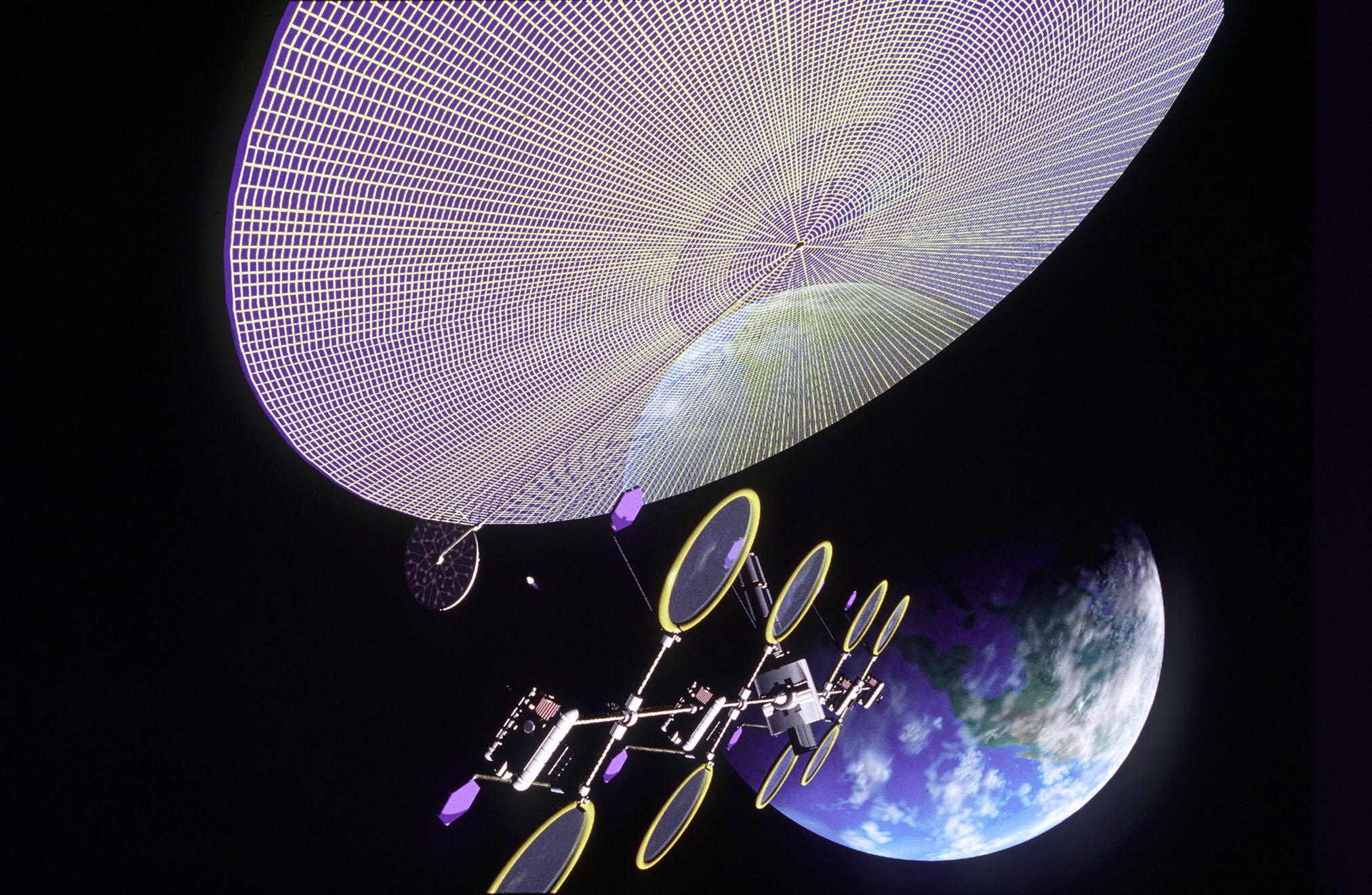
Discos solares para la creación de energía

Una base lunar necesitará grandes cantidades de energía, fundamentalmente para producir el propelente para los cohetes y mantener los sistemas de soporte vital. Existen varias alternativas:

### Energía nuclear
Un reactor de fisión nuclear podría abastecer la mayor parte de las exigencias de energía de la base, o bien podrían utilizarse generadores termoeléctricos de radioisótopos como fuentes de energía de reserva o emergencia para colonias abastecidas solarmente.
En un futuro a largo plazo podrían emplearse reactores de fusión, con la ventaja que el helio 3, probable combustible para ese tipo de reactores, es abundante sobre la Luna. Sin embargo, los reactores de fusión son todavía una tecnología experimental, y no estarán disponibles en el momento de la colonización.

### Energía solar
La energía solar es el candidato más fuerte: podría ser una fuente relativamente barata para una base lunar. Sin embargo, la larga noche lunar de 14 días es un serio inconveniente. Este es uno de los motivos por los que el asentamiento se está planteando en los polos, donde este problema podría solucionarse construyendo varias centrales eléctricas, de modo que al menos una de ellas esté siempre a la luz. Se han planteado otras dos posibilidades:  dejar los paneles en la órbita y emitir la energía mediante microondas, o construir una serie de centrales intercomunicadas y repartidas por la superficie lunar. Ambas opciones presentan serios problemas, pues los paneles en órbita son muy ineficientes, y la instalación extendida muy cara. No obstante, y puesto que las materias primas necesarias para la producción de los paneles solares pueden ser extraídas de la Luna, en un futuro a largo plazo no se puede descartar la sucesiva colonización de la superficie gracias a este último método.
Puede ser más ventajoso prescindir de la tecnología fotovoltaica y hacer uso de la gran diferencia de temperaturas entre zonas de sol y de sombra para controlar generadores motorizados por calor. La luz del sol concentrada también podría ser transmitida vía espejos y usada en motores Stirling, o incluso podría usarse esa luz directamente para la iluminación, la agricultura y generación de calor. El calor enfocado (concentrado) también podría ser empleado para extraer distintos elementos de las rocas lunares superficiales.

### Almacenaje de energía
Colonias lejos de los polos y sin energía nuclear necesitarán sistemas de almacenaje de energía durante la larga noche lunar. Una posibilidad consiste en utilizar la energía solar para convertir agua en hidrógeno y oxígeno, y luego usar los gases almacenados para abastecer células de combustible o motores de combustión interna durante la noche.
Las células de combustible del Transbordador espacial han funcionado de forma fiable hasta 17 días seguidos, mientras que sobre la Luna solamente serían necesarios 13,7 días (la longitud de la noche lunar). Las células de combustible producen agua directamente como residuo. La tecnología actual de célula de combustible está más avanzada que las células de la Lanzadera, que emplean el sistema PEM (intercambio de protón por membrana). Las células actuales producen bastante menos calor (son más eficientes), y son físicamente más ligeras, por lo que resultan más económicas de lanzar desde la Tierra.

## Alimentos
Un asentamiento permanente probablemente incluirá invernaderos para cultivar comida para los colonos. El crecimiento de cosechas sobre la Luna afronta muchos desafíos difíciles debido a la larga noche lunar, las variaciones extremas de temperatura, la exposición a la radiación, la ausencia de agua y elementos ligeros como el carbono, fósforo o nitrógeno, o la ausencia de insectos para la polinización.
Se han propuesto varias soluciones para los largos periodos de oscuridad, incluyendo el empleo de luz artificial para mantener las plantas durante la noche, pero el empleo de iluminación eléctrica para compensar la ausencia de luz natural podría ser difícil, pues una hectárea de cultivo sobre la Tierra disfruta de un pico de 10 megavatios de energía solar al mediodía, una cantidad de energía a priori difícil de conseguir. Los experimentos llevados a cabo por el programa de vuelos espaciales soviético en los años 70 sugieren que sería posible cultivar cosechas convencionales con 15 días de luz y 15 días de ciclo oscuro. También se ha sugerido el empleo de cosechas de crecimiento rápido, que podrían ser comenzadas como plantones con la luz artificial, y haber crecido lo suficiente para sobrevivir al final de un día lunar. La disposición de los cultivos en el Polo Norte, constantemente iluminado, sería un modo de soslayar este problema.
Debido a la ausencia de atmósfera, las plantas tendrían que ser cultivadas en cámaras selladas. Los experimentos han mostrado que las plantas pueden prosperar en presiones mucho más bajas que las de la Tierra, aunque no se conoce su comportamiento en situaciones de baja gravedad, ni cómo serán afectadas por la radiación.
Una estimación sugirió que una granja espacial de media hectárea podría alimentar a 100 personas. Está en marcha un proyecto para llevar un primer invernadero a la Luna en el 2014.
Otra interesante opción que se está estudiando es el empleo de unas resistentes cianobacterias, capaces de crecer en el suelo lunar. Estas bacterias solo necesitan agua y luz para descomponer la roca y extraer de ella los recursos necesarios. Si se confirma esta posibilidad, los colonos podrían disponer de combustible y fertilizante sin necesidad de importarlo de la Tierra.

## Agua
Uno de los mayores problemas que plantea una base en la Luna es la escasez de agua. La existencia y concentración de este elemento en la superficie de nuestro satélite fue objeto de debate durante la última década del siglo XX y la primera del siglo XXI.

### La controversia sobre el agua
Durante mucho tiempo se especuló con la idea de que podrían existir depósitos de agua en forma de hielo, protegidos en las zonas de sombra permanente de algunos cráteres cercanos a los polos. En 1994 esta creencia fue alentada por los datos recogidos por la sonda estadounidense Clementine, que dio indicaciones positivas de hielo de agua en una de las depresiones frías conocida como Cráter Shackleton, en el polo sur lunar. No obstante, algunos científicos cuestionaron la validez de esos datos, basándose en los registros de los radares terrestres.
En 1999, el espectrómetro de neutrones de la sonda Lunar Prospector descubrió fuertes trazas de hidrógeno en el cráter, y se estimó que si este hidrógeno estuviese en forma de hielo de agua, el metro superior de la Luna podría contener unos 200 millones de toneladas de este líquido. Sin embargo, ese hidrógeno también podría ser fruto del continuo bombardeo del viento solar sobre la superficie lunar, en cuyo caso estaría disociado en forma de protones. En 2007 el satélite japonés SELENE no encontró depósitos de hielo de agua expuestos en el cráter, por lo que se pensó que la explicación del viento solar podría ser finalmente la correcta.
A pesar de los resultados de la SELENE, otros estudios afirmaban haber encontrado trazas de esta molécula atrapadas en el regolito lunar, aunque probablemente en cantidades no superiores a las 200 ppm.
Por otra parte, estudios de las Universidades de Glasgow y Durham basados en muestras de roca lunar, dedujeron que los cráteres polares a resguardo del Sol podrían albergar concentraciones de hielo de hasta 10 gramos por kilogramo de roca.
Con el fin de aclarar la incógnita sobre la presencia de agua en la Luna, en 2009 se lanzó la misión estadounidense LCROSS, que al impactar en la superficie lunar evaporó más de 100 litros de agua, despejando así definitivamente las dudas sobre la existencia de este elemento en nuestro satélite.

### Disponibilidad de agua
A pesar de que finalmente se haya demostrado su presencia, la escasez del agua presente en el satélite puede hacer inútil su extracción: muchos investigadores opinan que con tan baja concentración, la extracción de este elemento rebasaría con creces el coste de importarlo directamente desde la Tierra; un coste estimado en 20.000 dólares el kilo.
A pesar de ello, se siguen estudiando alternativas, como la posibilidad de fabricar agua a partir del hidrógeno y el oxígeno presentes en la superficie lunar: en 2009, un sistema de obtención de oxígeno a partir de óxidos metálicos presentes en la Luna entró en fase de experimentación con resultados prometedores.
Otras posibles soluciones al problema del agua se plantean a más largo plazo: en 2006 el Observatorio Keck anunció que el asteroide binario troyano 617 Patroclus, y gran cantidad de otros objetos en la órbita de Júpiter probablemente estén compuestos de hielo, y que también puede haber hielo en abundancia más cerca, en el planeta enano Ceres. Se ha sugerido que podría ser práctica en un futuro la importación de elementos desde estas regiones, a través de una "Red Interplanetaria de Transporte", aunque es muy improbable que tal opción esté disponible para una colonia lunar a medio plazo.
Sin embargo, en marzo de 2010 la NASA encontró cerca de 600 millones de toneladas métricas de agua cerca del polo norte lunar, con lo cual podría solucionarse el aprovisionamiento de agua en futuras bases. [cita requerida]

## Transporte

### De la Tierra a la Luna
Hasta el momento se han empleado cohetes convencionales para la exploración lunar. La ESA empleó la misión SMART-1 para el reconocimiento lunar desde 2003 hasta 2006. La NASA usará cohetes químicos sobre su propulsor Ares V, y el Módulo de Acceso Lunar Superficial, que se desarrolla para el regreso a la Luna, planificado alrededor de 2019. Otros astronautas vitales de la instalación serán llevados en la nave Orión de la NASA.

### Sobre la superficie

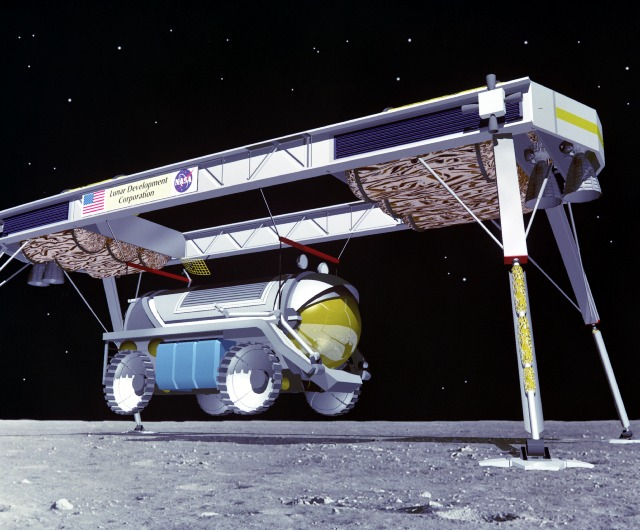
Un rover lunar siendo descargado. Concepción artística.

Los colonos lunares necesitarán moverse largas distancias, transportar carga y personal entre los módulos y la nave espacial, y realizar estudios científicos sobre una gran área de la superficie lunar, y deberán ser capaces de realizar estas actividades durante largos períodos. Los vehículos propuestos incluyen una gran variedad de diseños, desde pequeños rover abiertos, a grandes módulos presurizados con el equipo de laboratorio.
Los rovers podrían ser útiles si el terreno no es demasiado escarpado o montañoso. Hasta 2009, los únicos rovers que han transitado sobre la superficie lunar son el Vehículo Lunar Errante (LRV) del programa Apolo, desarrollado por Boeing, y los dos Lunojod robóticos soviéticos. El LRV era un rover abierto para una tripulación de dos miembros, tenía un radio de acción de 180 kilómetros y alcanzaba una velocidad máxima de 14 km/h, no pudiendo alejarse más de 9,6 km del módulo lunar por motivos de seguridad, mientras que los vehículos soviéticos, guiados por control remoto desde la Tierra, no superaron los 37 km de recorrido a una velocidad máxima de 2 km/h. Los soviéticos habían diseñado también un modelo tripulado denominado L5: el vehículo estaba presurizado, tenía capacidad para 3 tripulantes, y desarrollaría una velocidad de 20 km/h, pero el programa espacial ruso se canceló antes de que pudiese entrar en servicio.
Para el regreso en 2020, la NASA ha desarrollado el laboratorio móvil lunar, un rover presurizado para dos personas con un radio de acción de 1.000 kilómetros, que permitirá viajes de hasta dos semanas fuera de la base lunar, aunque otros países plantean diseños alternativos o complementarios al modelo norteamericano.
Los vehículos de ruedas parecen los más indicados para desplazamientos individuales, pero pueden experimentar problemas de tracción, y levantan excesivo polvo. El 20% del polvo lunar es menor a 0.02 mm,, y puede provocar problemas mecánicos, de visibilidad, y de salud.
Para áreas difíciles, un vehículo capaz de volar puede ser más conveniente. Bell Aerosystems propuso su diseño para Vehículo de Vuelo Lunar como parte de un estudio para la NASA. El vehículo volador también presentará, sin embargo, el problema del polvo. Otras opciones que se han barajado con los caminos de relogito fundido (que dependerían de la existencia de abundantes cantidades de energía para su construcción), o los cables elevados entre bases, a modo de teleféricos.
En un futuro más a largo plazo, si se estableciesen múltiples bases sobre la superficie lunar, podrían comunicarse por vías férreas permanentes. Se ha propuesto tanto la levitación convencional como magnética (el Maglev) como sistemas de transporte. Los sistemas de MagLev son en particular atractivos, pues no hay ninguna atmósfera para reducir la velocidad del tren, por lo que los vehículos podrían alcanzar velocidades comparables a las del avión en Tierra. Una diferencia significativa de los trenes lunares, sin embargo, es que los coches tendrían que estar sellados individualmente, y poseerían sus propios sistemas de soporte vital.

### De la superficie al espacio

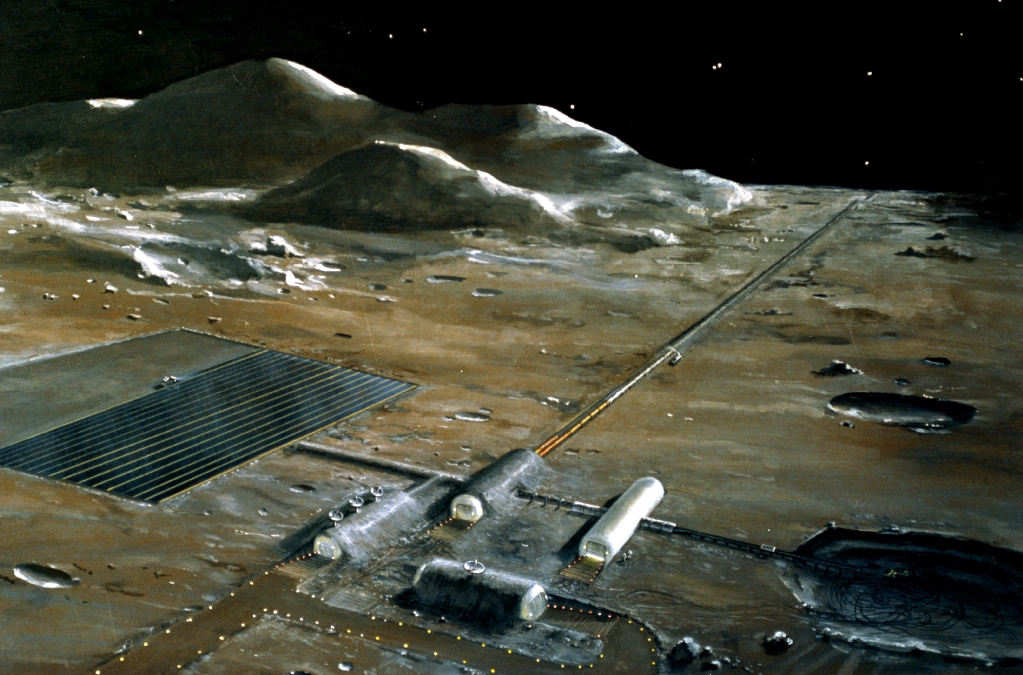
Una base lunar con una catapulta electromagnética. (La alargada estructura que se pierde en el horizonte) NASA.

Una base lunar necesitará modos eficientes de transportar personas y mercancías entre la Tierra y la Luna y, más adelante, desde y hacia otros lugares del espacio interplanetario. Una ventaja de la Luna es su débil gravedad, que hace más fácil el lanzamiento de mercancías. Sin embargo, la ausencia de atmósfera supone tanto ventajas como desventajas, pues facilita el lanzamiento al no haber resistencia por aerofrenado, pero por idéntico motivo hace necesario transportar combustible extra para aterrizar. Una opción económica para mercancías consiste en envolver la carga útil con sistemas que absorban impacto, algo que ya fue intentado en el programa Ranger. Esta estrategia puede ser todavía más eficiente si las protecciones se fabrican con los elementos ligeros ausentes en la Luna, que luego podrían ser reutilizados.
El otro problema recurrente debido a la ausencia de atmósfera es el peligroso polvo de regolito levantado por los cohetes durante su despegue y aterrizaje. Se han propuesto dos alternativas para acondicionar la zona de despegue: cubrir el área solamente con material rocoso, o rodearla con un muro de protección. La NASA ha financiado un programa conjunto entre la empresa Astrobotic Technology y el Instituto de Robótica de la Universidad Carnegie Mellon para el diseño de unos vehículos robóticos, del tamaño de un cortacésped y peso menor de 300 kg, que se encargarían de levantar un muro de 2,5 m de altura en torno a una zona de lanzamiento de 50 metros de lado. Los autores del proyecto calculan que los robots tardarían 6 meses en realizar la tarea. Para construir el muro no se contempla el uso de conglomerantes; en lugar de ello, se compactará el material mediante presión y vibración, o si el tamaño de las rocas no es suficientemente grande (10-15cm), se transportarán mallas externas o telas geotextiles a modo de sacos para contener el material.
También se han propuesto otros métodos más especulativos para el transporte de materiales al espacio:
- Una catapulta electromagnética: un lanzador de proyectiles magnéticamente acelerado. La carga sería recogida en órbita o en uno de los puntos de lagrange del sistema Tierra-Luna por una lanzadera que propulsada por motores iónicos, velas solares u otros medios, y la entregaría a la Tierra o en algún momento a otros destinos, quizás siendo el nodo de una Red Interplanetaria De Transporte.
- Un ascensor espacial lunar: si alguna vez es construido, podría transportar personas, materias primas y productos desde y hacia una estación orbital, si bien esta idea es poco factible, pues aunque la gravedad es seis veces menor que en la tierra, también lo es la velocidad de rotación (28 veces más), por lo que sería más rentable construirlo en la Tierra.

## Aplicaciones tecnológicas

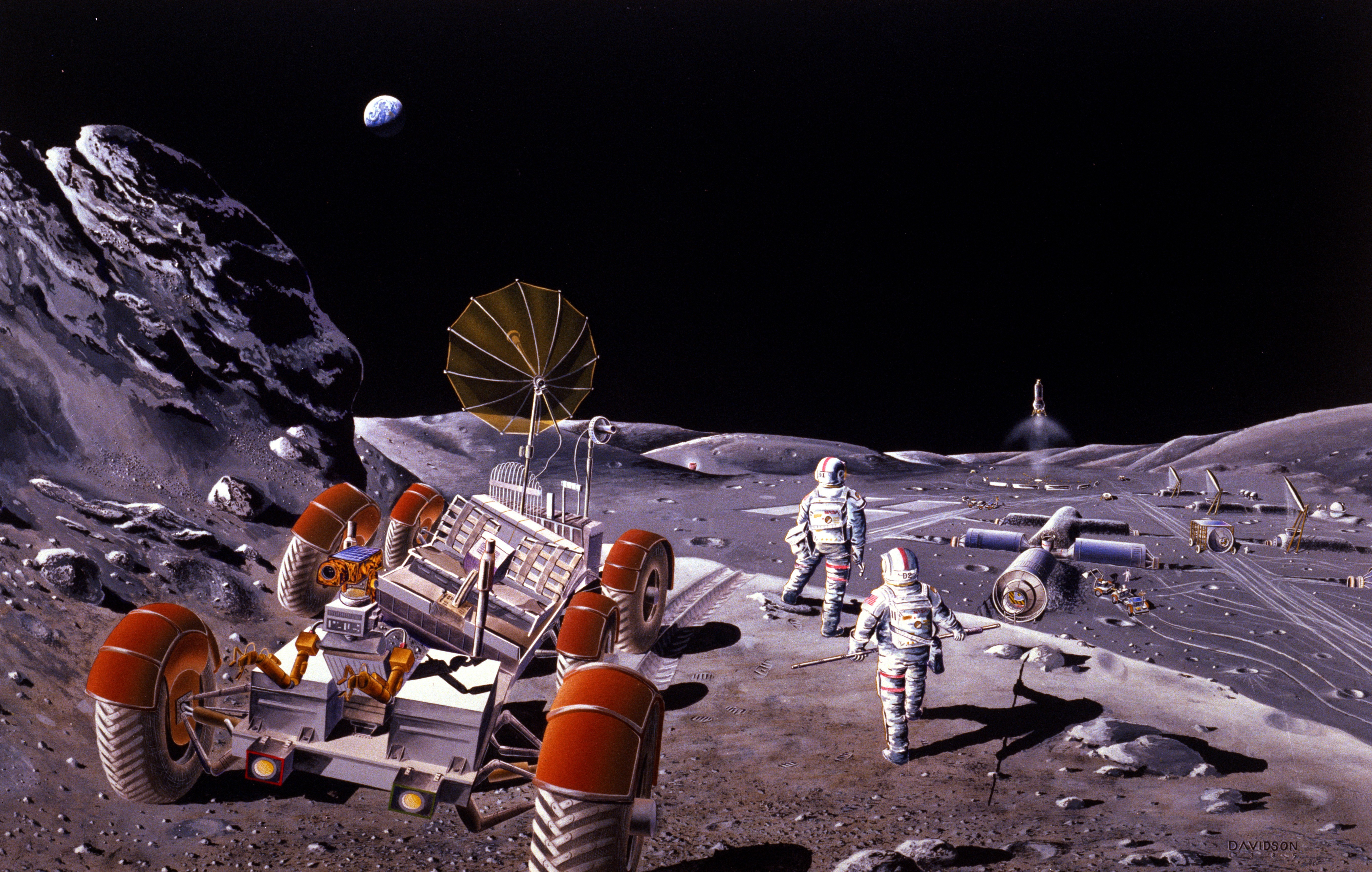
Conceptualización artística de una posible base lunar, además de edificios, muestra astronautas en traje espacial y un Rover.

La Luna constituirá el paso inicial para lo que se ha dado en llamar la Colonización espacial, jugando un papel muy importante en el desarrollo de sistemas de soporte de vida herméticos de larga duración, y en el aprendizaje sobre procesos de replicación de la ecología de la Tierra como el reciclaje de desechos, que tendrán que ser mucho más eficientes que los actuales. También la riqueza y el conocimiento ganados mediante la extracción y refinado de recursos sobre la Luna reducirán el esfuerzo para construir nuevas colonias en otras partes del sistema solar.
En el año 2006, la NASA pidió al Consejo de Investigación Nacional de los Estados Unidos (NRC), un informe sobre el tipo de ciencia que podría realizarse desde la Luna. En su informe The Scientific Context for the Exploration of the Moon, citan como prioridad los radiotelescopios (y no los telescopios ópticos, debido a la acumulación de polvo lunar). Debido a la baja velocidad de rotación de la Luna, el cielo gira lentamente, permaneciendo visibles los objetos de estudio durante días sin interrupción. Un observatorio en la cara visible podría monitorizar la tierra permanentemente para el estudio del clima o propósitos similares. Uno en la cara oculta, podría observar el espacio profundo con una mayor eficiencia debido a la menor interferencia de radiofrecuencia terrestre.
La NASA ha seleccionado 19 diseños de radiotelescopios lunares, muchos de ellos modulares o desenrollables. Los diseños más modestos podrían ser desplegados por robots, y los más ambiciosos serían capaces de proporcionar información sobre el interior de los planetas extrasolares.
Otro tipo de telescopios propuestos son los de espejo líquido: un equipo canadiense trabaja en un prototipo de 2 m de diámetro, como paso previo para un futuro gran telescopio de hasta 100 m de diámetro.
Otra interesante opción es buscar antiguo material terrestre que no haya sido afectado por la erosión atmosférica de la Tierra: se calcula que han podido caer hasta 200 kg de rocas terrestres sobre cada km² de la luna. Este material será muy valioso para el estudio del origen de la Tierra, e incluso algunos científicos especulan con la idea de que la ausencia de atmósfera y las bajas temperaturas en las zonas de sombra permanente, a 25 K (-248,16 °C), hayan conservado signos de vida de la joven Tierra en la Luna.

### Preservación de la biodiversidad
Una colonia permanente en la Luna dificultará la extinción accidental de la especie humana, y permitirá salvaguardar nuestra cultura y biodiversidad de un eventual cataclismo. La base lunar se ha propuesto como una segunda biosfera donde los humanos pudiesen vivir. También se planteó en 2008 la construcción de un arca del juicio final, para preservar la biodiversidad en caso de desastre. El proyecto fue concebido por William Burrough y Jim Burke, y contendría discos duros con el código genético humano, descripciones de nuestras tecnologías, y un banco de semillas. Incluso se plantea trasladar muestras de material genético real. Esta instalación podría ser mantenida por robots, o por una colonia humana.

## Marco legal
Las leyes espaciales están basadas en el Tratado sobre el espacio ultraterrestre de 1967, descrito como “la Carta Magna del vuelo espacial”, y ratificado por 98 estados. Dicho tratado expone que ninguna nación puede reclamar la Luna:

El espacio exterior, incluyendo la Luna y otros cuerpos celestes, no está sujeto a la apropiación nacional por reclamo de soberanía, a través de uso u ocupación, o por cualquier otro medio
Tratado del Espacio Exterior (1967)

Por lo tanto, la convivencia de humanos en la Luna plantea conflictos jurisdiccionales a la hora de cumplir las leyes o juzgar un hipotético delito. El Acuerdo Luna de las Naciones Unidas de 1979 establece cómo deberían comportarse los estados cuando exploren la Luna y otros planetas, pero solo ha sido ratificado por 13 países, ninguno de los cuales tiene los medios para ir a la Luna, por lo que éste es un tema aún por solucionar.

## Viabilidad a largo plazo
Aunque la rentabilidad económica de la base lunar no sea un tema relevante a corto o medio plazo, la colonización permanente de la Luna solamente tendrá éxito si las colonias son autosuficientes y económicamente viables. Aunque por el momento sean especulaciones más propias de la ciencia ficción, esto podría ser posible a largo plazo por varios métodos:

### Minería y astilleros
En algún momento, intereses económicos promoverán establecimientos ubicados cerca de minas. La Luna parece ser rica en minerales tales como el titanio. Con el tiempo —y suponiendo que se colonicen más lugares del sistema solar—, la minería y el refinado de materiales en la propia Luna podría ser ventajosa para otras colonias frente a materiales entregados desde la Tierra, debido al menor coste energético del lanzamiento. Por el mismo motivo, la Luna podría servir en un futuro como emplazamiento para la construcción de naves espaciales, o para su abastecimiento de combustible.

### Procesado de materiales
La luna permitirá, gracias a su baja gravedad, el procesamiento de materiales que serían difíciles o imposibles de fabricar en la Tierra, como 'espumas' de metales, obtenidas inyectando gas en un metal fundido que a continuación solidifica lentamente. La baja gravedad lunar evitará la ruptura por el movimiento de las burbujas de gas. Las condiciones de vacío también pueden suponer una ventaja competitiva en determinados procesos: el recocido de metales requiere grandes cantidades de energía, por ser un proceso que mantiene el material muy caliente durante un tiempo prolongado. El aislamiento del vacío puede ahorrar mucha energía durante el proceso. También podrían aparecer nuevas aleaciones difíciles de realizar en la Tierra.

### Exportaciones a la Tierra
La exportación desde la Luna es más problemática debido al alto coste del transporte, pero no es descartable que puedan exportarse mercancías muy valiosas. Si prospera la tecnología de reactores de fusión, es posible que el Helio-3 del viento solar, acumulado en la superficie de la Luna durante miles de millones de años, pudiera ser un excelente combustible. El He3 está presente en el regolito lunar en cantidades de diez a cien partes por millón o del 0,003 al 1 por ciento, en función de los suelos. En 2006, el precio de mercado del He3 fue de alrededor de un millón y medio de dólares por kilo; más de 120 veces el valor del oro.
Gerald Kulcinski, del grupo de fusión en el Instituto de Tecnología de la Universidad de Wisconsin-Madison ha operado con un reactor experimental de fusión de He3 durante un periodo prolongado. Sin embargo, el reactor no ha logrado el balance de energía o umbral de rentabilidad. El ITER que se está construyendo en Francia continúa la investigación en este campo.
También se ha encontrado uranio en la Luna, lo que permitiría o bien crear allí mismo reactores nucleares, o bien exportar dicho combustible hasta la Tierra.

### Turismo
Otras posibilidades económicas incluyen la industria del turismo. La baja gravedad puede tener aplicaciones en la salud tales como permitir a los discapacitados físicos seguir disfrutando de un estilo de vida activo. Cúpulas o cavernas presurizadas permitirían a las personas hacer movimientos increíbles, lo que puede dar lugar a nuevas actividades deportivas. La Luna podría ser también un atractivo lugar vacacional para el resto de la población.[cita requerida]